# Forro
Cet article concerne la langue forro. Pour le peuple forro, voir Forros. Pour la danse brésilienne, voir forró.
Le créole forro (en portugais : crioulo forro) est un créole à base lexicale portugaise parlé en Sao Tomé-et-Principe, un archipel du golfe de Guinée (Afrique). Ses locuteurs natifs l'appellent aussi créole sãotomense ou créole santomense.

## Lexique
Près de 10% du lexique du forro est d'origine africaine. Le lexique d'origine africaine du forro est composé de l'edo à 37 % et du kikongo et du kimbundu à 63 %.